# Deutscher Sprachrat
Der Deutsche Sprachrat ist eine GbR, die sich aus dem Deutschen Akademischen Austauschdienst, der Gesellschaft für deutsche Sprache, dem Goethe-Institut und dem Institut für Deutsche Sprache zusammensetzt. Der Rat wurde am 29. Mai 2003 gegründet.

## Ziele
Der Sprachrat beabsichtigt, Aufklärung, Sprachkritik und Diskussion über die deutsche Sprache zusammenzuführen, die Zusammenarbeit der Bildungsträger im In- und Ausland zu verbessern, Deutsch als Mutter- und als Fremdsprache zu stärken und den internationalen Gebrauch der deutschen Sprache zu fördern. Der Sprachrat will versuchen, „auf eine vermehrte öffentliche Sprachkritik und auf eine entwickelte Kritikfähigkeit vieler Menschen hinzuwirken“.

## Wettbewerbe
Der Sprachrat machte 2004 mit der Kür des Wortes «Habseligkeiten» zum schönsten deutschen Wort auf sich aufmerksam.
2006 veranstaltete der Deutsche Sprachrat mittels internationaler Ausschreibung eine Suche nach „ausgewanderten Wörtern“ der deutschen Sprache, deren Ergebnis von Jutta Limbach in Buchform herausgegeben wurde.